# 高万金
高万金（9世纪？—918年），唐朝末年至五代十国初期河西人。
祖父高君佐，鄜延节度判官。父亲高怀迁，牙将、都押衙。高怀迁生二子，长子高万兴，次子高万金。兄弟二人有武才，效力在延州。当时延州属李茂贞控制，李茂贞以胡敬璋为延州刺史，兄弟二人在胡敬璋麾下为骑将。天祐五年（908年）冬，胡敬璋去世，静难节度使李继徽（杨崇本）以胡敬璋爱将刘万子为延州保塞军节度使。刘万子凶恶残酷，失去众心，并且图谋背叛李茂贞投降后梁。李继徽派遣延州牙将李延实设法除掉他。天祐六年（909年）二月，李延实趁刘万子埋葬胡敬璋时，将其攻杀，于是占据了延州。时任马军都指挥使的高万兴与高万金得知后，率领他的部众数千人投降后梁刘知俊。梁太祖朱温以高万兴为鄜延招抚使，与刘知俊合兵攻取鄜、坊、丹、延等州。乾化元年（911年）十一月初十，保塞軍節度使高万兴奏报派遣都指挥使高万金率兵攻盐州，在十一月初五日盐州刺史高行存投降。刘知俊叛梁，牛存节改守同州。梁太祖分四州为二镇，鄜、坊二州保大军，以高万金为节度使，延、丹二州忠义军，以高万兴为节度使。贞明四年（918年）四月，保大軍節度使高万金去世。四月二十一日，任命延州忠义军节度使、太原西面招讨应接使、检校太师、兼中书令、渤海郡王高万兴兼鄜延两道都制置使、保大节度使，并让他镇守鄜州和延州。高万金的儿子高允權。